# Campionati italiani di triathlon sprint del 2008
I Campionati italiani di triathlon sprint del 2008 sono stati organizzati dalla Federazione Italiana Triathlon e si sono tenuti a Lecco in Lombardia, in data 6 luglio 2008.
Tra gli uomini ha vinto Alessandro Fabian ( Carabinieri), mentre la gara femminile è andata a Daniela Chmet (Torino 3).

## Risultati

### Élite uomini
| Pos. | Atleta               | Società sportiva       | Nuoto    | Bici     | Corsa    | Totale   |
| ---- | -------------------- | ---------------------- | -------- | -------- | -------- | -------- |
|      | Alessandro Fabian    | Carabinieri            | 00:08:24 | 00:29:13 | 00:16:21 | 00:54:44 |
|      | Andrea D'Aquino      | Carabinieri            | 00:08:32 | 00:28:55 | 00:16:36 | 00:55:03 |
|      | Giulio Molinari      | Carabinieri            | 00:08:25 | 00:29:14 | 00:17:00 | 00:55:25 |
| 4    | Daniel Hofer         | Carabinieri            | 00:08:45 | 00:30:06 | 00:16:18 | 00:55:57 |
| 5    | Stefano Belandi      | Fiamme Azzurre         | 00:08:32 | 00:30:41 | 00:15:58 | 00:56:00 |
| 6    | Massimo De Ponti     | Carabinieri            | 00:08:45 | 00:30:12 | 00:16:28 | 00:56:11 |
| 7    | Danilo Brustolon     | Fiamme Oro             | 00:09:09 | 00:29:44 | 00:16:36 | 00:56:17 |
| 8    | Claudio Oriana       | Triathlon Lecco        | 00:08:39 | 00:30:32 | 00:16:22 | 00:56:21 |
| 9    | Andrea Vizzardelli   | DDS                    | 00:08:51 | 00:30:44 | 00:16:22 | 00:56:45 |
| 10   | Alex Ascenzi         | Valle d'Aosta          | 00:09:00 | 00:30:34 | 00:16:24 | 00:56:48 |
| 11   | Jonathan Ciavattella | Esercito               | 00:08:33 | 00:30:40 | 00:16:54 | 00:56:57 |
| 12   | Daniele Fiorentini   | Esercito               | 00:08:40 | 00:30:31 | 00:17:00 | 00:57:00 |
| 13   | Manuel Biagiotti     | Surfing Shop Triathlon | 00:08:35 | 00:30:38 | 00:16:56 | 00:57:02 |
| 14   | Giorgio Roveda       | Esercito               | 00:08:42 | 00:30:46 | 00:16:51 | 00:57:13 |
| 15   | Luca Facchinetti     | Surfing Shop Triathlon | 00:08:29 | 00:30:37 | 00:17:17 | 00:57:16 |
| 16   | Andrea Secchiero     | Protek Triathlon Rho   | 00:08:44 | 00:30:50 | 00:16:50 | 00:57:16 |
| 17   | Livio Molinari       | Atletica Bellinzago    | 00:08:40 | 00:30:24 | 00:17:23 | 00:57:24 |
| 18   | Leonardo Ballerini   | Peperoncino Team       | 00:08:24 | 00:30:29 | 00:17:44 | 00:57:32 |
| 19   | Davide Bargellini    | Friesian Team          | 00:08:34 | 00:30:37 | 00:17:47 | 00:57:47 |
| 20   | Alessio Picco        | T.D. Rimini            | 00:09:44 | 00:31:17 | 00:15:58 | 00:57:51 |

### Élite donne
| Pos. | Atleta                | Società sportiva             | Nuoto    | Bici     | Corsa    | Totale   |
| ---- | --------------------- | ---------------------------- | -------- | -------- | -------- | -------- |
|      | Daniela Chmet         | Torino 3                     | 00:09:17 | 00:34:46 | 00:19:28 | 01:04:32 |
|      | Giunia Chenevier      | Fiamme Azzurre               | 00:09:31 | 00:34:27 | 00:20:08 | 01:05:06 |
|      | Erica Facchini        | Vigili del Fuoco Triathlon   | 00:09:19 | 00:34:39 | 00:20:19 | 01:05:20 |
| 4    | Alexa Giussani        | Atletica Bellinzago          | 00:10:17 | 00:34:43 | 00:19:41 | 01:05:54 |
| 5    | Maria Casciotti       | Minerva Roma                 | 00:10:00 | 00:35:06 | 00:19:51 | 01:06:08 |
| 6    | Sara Desideri         | Valle d'Aosta                | 00:09:45 | 00:35:16 | 00:20:32 | 01:06:45 |
| 7    | Daniela Locarno       | Los Tigres                   | 00:10:23 | 00:34:47 | 00:20:38 | 01:06:54 |
| 8    | Alessia Borghini      | Valle d'Aosta                | 00:10:29 | 00:34:35 | 00:21:22 | 01:07:35 |
| 9    | Valentina Carta       | Jhonny Tri Forhans           | 00:10:13 | 00:35:14 | 00:21:04 | 01:07:43 |
| 10   | Valentina Brambilla   | Pianeta Acqua                | 00:09:19 | 00:35:46 | 00:21:59 | 01:08:12 |
| 11   | Elena Manzato         | Trisports.it Team            | 00:09:44 | 00:35:12 | 00:21:53 | 01:08:12 |
| 12   | Betiana Elvi Zarrelli | DDS                          | 00:09:58 | 00:36:16 | 00:21:02 | 01:08:34 |
| 13   | Cristina Giribon      | Fiamme Oro                   | 00:10:23 | 00:35:34 | 00:21:37 | 01:08:59 |
| 14   | Elisabetta Stampi     | T.D. Rimini                  | 00:12:20 | 00:35:25 | 00:20:17 | 01:09:29 |
| 15   | Manuela Ascoli        | Minerva Roma                 | 00:10:29 | 00:35:47 | 00:21:59 | 01:09:31 |
| 16   | Silvia Serafini       | T.D. Rimini                  | 00:11:58 | 00:35:11 | 00:21:09 | 01:09:34 |
| 17   | Sara Tavecchio        | Triathlon Cremona Stradivari | 00:11:06 | 00:36:47 | 00:21:04 | 01:10:08 |
| 18   | Francesca Rossi       | Triathlon Cremona Stradivari | 00:09:33 | 00:35:23 | 00:23:56 | 01:10:13 |
| 19   | Elena Cavallini       | Surfing Shop Triathlon       | 00:10:11 | 00:37:39 | 00:21:07 | 01:10:17 |
| 20   | Giorgia Priarone      | Virtus                       | 00:12:07 | 00:35:44 | 00:21:36 | 01:10:41 |